# Lesotho na Mistrzostwach Świata w Lekkoatletyce 2015
Lesotho na Mistrzostwach Świata w Lekkoatletyce 2015 – reprezentacja Lesotho podczas Mistrzostw Świata w Pekinie liczyła 2 zawodników, którzy nie zdobyli medalu.

## Występy reprezentantów Lesotho
| Konkurencja            | Zawodnik       | Runda 1  | Runda 1 | Półfinał | Półfinał | Finał        | Finał   |
| Konkurencja            | Zawodnik       | Rezultat | Pozycja | Rezultat | Pozycja  | Rezultat     | Pozycja |
| ---------------------- | -------------- | -------- | ------- | -------- | -------- | ------------ | ------- |
| Bieg na 100 m mężczyzn | Mosito Lehata  | DNS      | DNS     | NQ       | NQ       | NQ           | NQ      |
| Bieg na 200 m mężczyzn | Mosito Lehata  | 21,43    | 48.     | NQ       | NQ       | NQ           | NQ      |
| Maraton mężczyzn       | Tsepo Ramonene | —        | —       | —        | —        | 2:17:17 (SB) | 14.     |